# Rafael Schuchter
Rafael Schuchter (geboren 1975 in Salzburg) ist ein österreichischer Schauspieler.

## Karriere
Erste Station Schuchters als Schauspieler war das Salzburger Landestheater. Er studierte am Max Reinhardt Seminar, war am Volkstheater Wien und dem Konservatorium der Stadt Wien. Dann spielte er von 1999 bis 2004 als festes Ensemblemitglied am Wiener Burgtheater und arbeitete mit den Regisseurinnen und Regisseuren Karin Beier, Declan Donellan, Karlheinz Hackl, Christina Paulhofer und Dieter Giesing. Seit 2004 ist er freischaffend tätig. Er wurde verpflichtet vom Volkstheater Wien (Nestroys Freiheit in Krähwinkel, Molières Amphitryon), bei den Shakespeare-Festspielen Rosenburg (Hamlet, Der Widerspenstigen Zähmung, Viel Lärm um nichts), den Seefestspielen Mörbisch (Ralph Benatzkys Im weißen Rössl), am Theater in der Kulturfabrik Helfenberg (Shakespeares Wintermärchen) sowie am Theater in der Josefstadt Wien (Nestroys Der böse Geist Lumpazivagabundus, Horváths Jugend ohne Gott, Schnitzlers Das weite Land, Stefan Gesztis In der Psychiatrie ist es nicht so schön).
Bereits zum sechsten Mal arbeitet er mit dem Regisseur Henry Mason zusammen: zuerst am Theater der Jugend in Wien, wo er regelmäßig gastiert (Astrid Lindgrens Mio mein Mio, Michael Endes Die unendliche Geschichte, Frohe Weihnacht, Mr. Scrooge!).
Im Sommer 2015 spielte er bei den Salzburger Festspielen in Hallein Theater, in der Mason-Inszenierung Die Komödie der Irrungen von Shakespeare.
Mitgewirkt hat Schuchter in den Fernsehserien SOKO Donau, SOKO Kitzbühel, CopStories und Der Winzerkönig.
Rafael Schuchter ist der Neffe von Gabriele Schuchter und Georg Schuchter.

## Filmografie (Auswahl)
- 1998: In der Löwengrube
- 2000: Heller als der Mond
- 2003: Schlosshotel Orth – Verschlungene Wege
- 2004: Blatt und Blüte – Die Erbschaft
- 2006: 8 × 45 – Raunacht
- 2006: Lilly Schönauer – Die Stimme des Herzens
- 2006–2010: Der Winzerkönig
- 2006–2016: SOKO Donau (drei Episoden, verschiedene Rollen)
- 2007: Die Geschworene
- 2008: Im weißen Rössl
- 2008–2017: SOKO Kitzbühel (zwei Episoden, verschiedene Rollen)
- 2011: Schnell ermittelt – Helmut Schafranek
- 2011: Das Glück dieser Erde (zwei Episoden)
- 2013: CopStories (vier Episoden)
- 2016: Die Stille danach
- 2018: Die Toten von Salzburg – Königsmord
- 2018: Erik & Erika
- 2022: Schrille Nacht (Fernsehfilm)